# Arcusa
Arcusa (en aragonés L'Arcusa) es un antiguo municipio de la comarca oscense del Sobrarbe en Aragón (España). Actualmente depende del al municipio  de Aínsa-Sobrarbe. 

## Geografía
Entre los ríos Cinca y alto Vero en un valle abierto al sur sobre una meseta ondulada.

## Historia
El castillo medieval de Arcusa data de 1050 o 1060 y formaba parte de la línea de defensa sobre los territorios dominados por los musulmanes. Tiene línea de visión directa con los de Buil, Escanilla y Samitier.
La iglesia de San Esteban, del siglo XVI, es su monumento más reseñable. También son dignos de visita las casas Juste y Solano.
Formó junto con Mondot, Jabierre de Olsón y Olsón y otros pequeños núcleos el municipio de Alto Sobrarbe, tomando el nombre de este lugar de la comarca, hasta su integración en Aínsa-Sobrarbe.
Sus fiestas son 13 de junio en honor a San Antonio de Padua.
De aquí ha salido el apellido toponímico Arcusa.

## Geografía humana

### Demografía
| Gráfica de evolución demográfica de Arcusa entre 1842 y 1960 |
| |
| Población de derecho según los censos de población del INE Población de hecho según los censos de población del INEEntre el censo de 1857 y el anterior, crece el término del municipio porque incorpora a 225072 (Castellazo) Entre el censo de 1970 y el anterior, este municipio desaparece porque se integra en el municipio 22026 (Alto Sobrarbe) |

### Localidad
Datos demográficos de la localidad de Arcusa desde 1900:
| 204                   | 205 | 192 | 180 | 183 | 163 | 160 | 139 | 49 | 37 | 42 | 46 | 37 |
| (Fuente: IAEST e INE) |     |     |     |     |     |     |     |    |    |    |    |    |

- Datos referidos a la población de derecho.

### Antiguo municipio
Datos demográficos del municipio histórico de Arcusa desde 1842 hasta su integración en el municipio de Alto Sobrarbe.
| 312           | 391 | 398 | 385 | 358 | 359 | 374 | 399 | 353 | 357 | 318 | 280 | 253 | -- |
| (Fuente: INE) |     |     |     |     |     |     |     |     |     |     |     |     |    |

- Entre el censo de 1857 y el anterior, crece el término del municipio porque incorpora a Castellazo.
- Entre el censo de 1970 y el anterior, este municipio desaparece porque se integra en el municipio de Alto Sobrarbe.
- Datos referidos a la población de derecho, excepto en los censos de 1857 y 1860 que se refieren a la población de hecho.